# Graukopf-Flughund

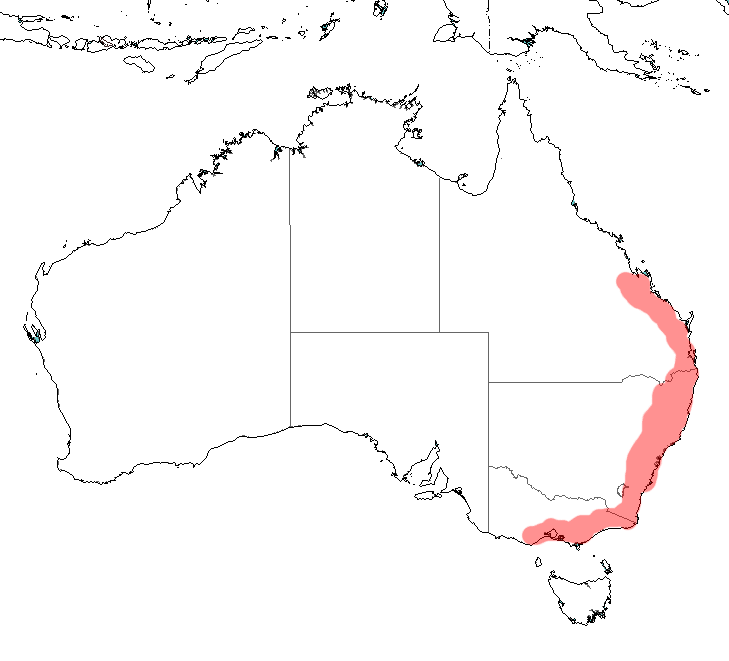
Verbreitungskarte des Graukopf-Flughundes

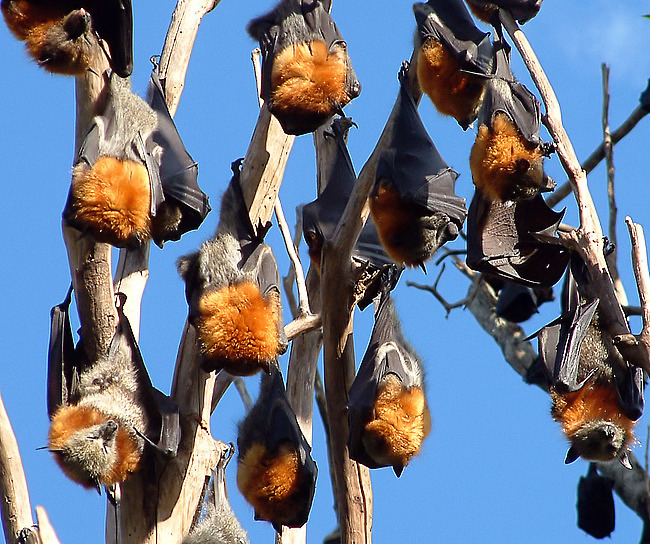
Eine Kolonie auf einem Schlafbaum

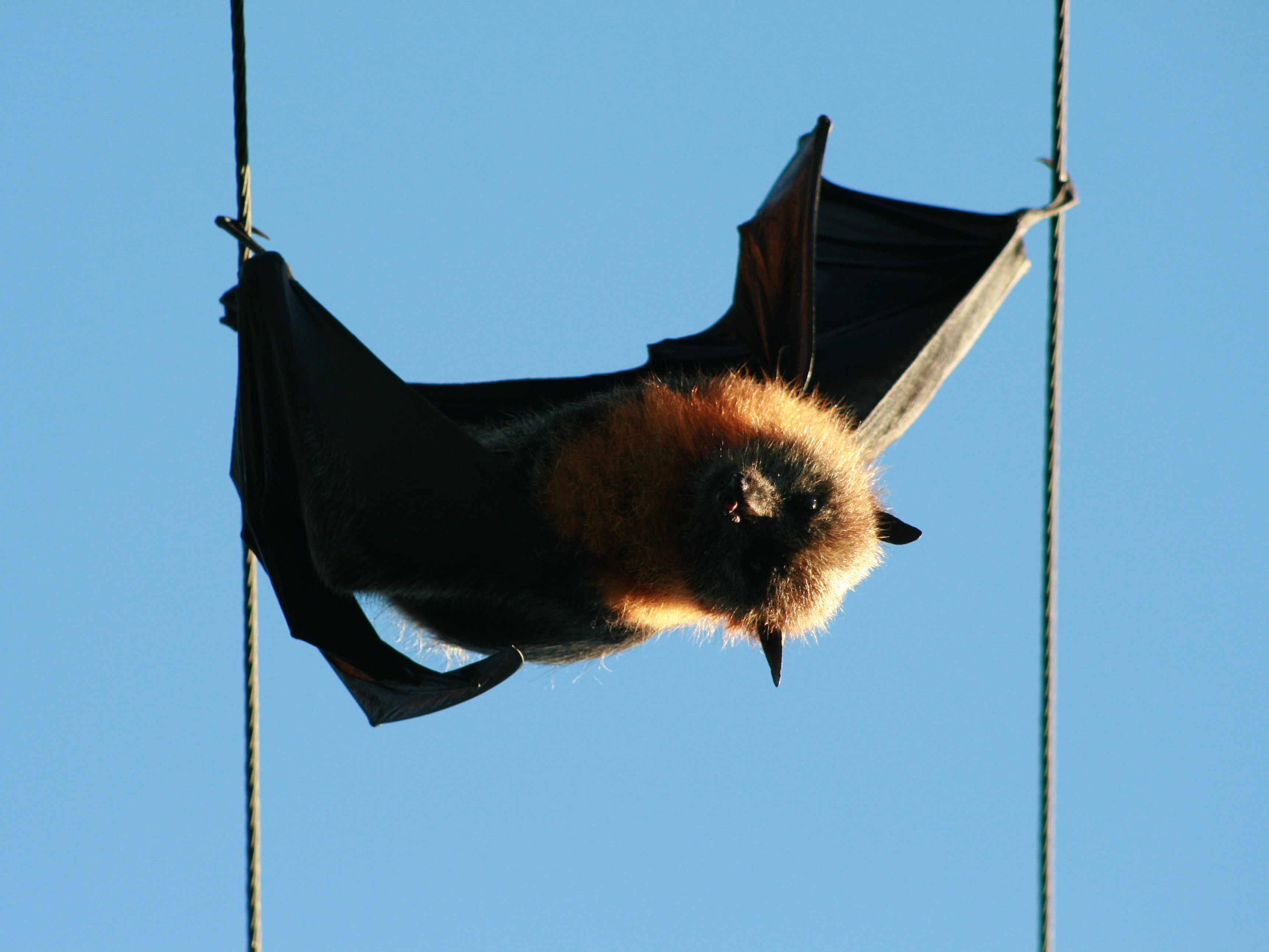
Gefährdung durch Stromleitungen in der Nähe von menschlichen Siedlungen

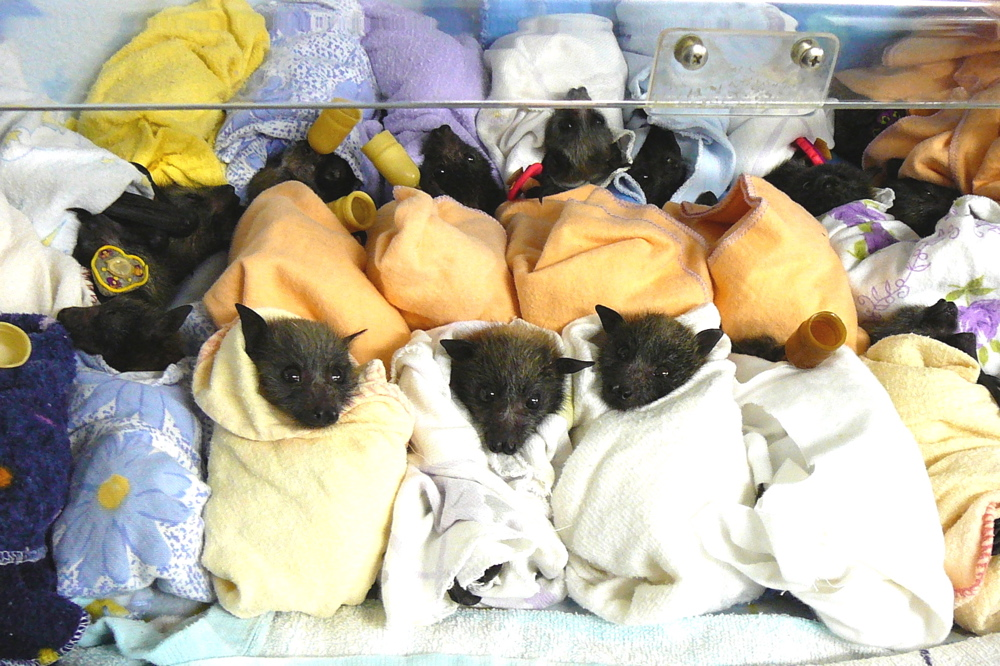
Verwaiste Graukopf-Flughunde im Alter von 2–3 Wochen im Bat Hospital von Australian Wildcare

Der Graukopf-Flughund (Pteropus poliocephalus) ist eine im östlichen Australien lebende Art aus der Gruppe der Eigentlichen Flughunde (Pteropodini) innerhalb der Flughunde (Pteropodidae).

## Merkmale
Der Graukopf-Flughund ist eine der größten Fledermausarten, die in Australien vorkommen. Seine Flügelspannweite umfasst oft einen Meter, in einzelnen Fällen bis zu 1,5 Meter. Sein Körper ist dunkelgrau, der Kopf ist hellgrau. Auffällig ist sein rotbrauner Schulterbereich. Die Flughäute sind schwarz. Wie alle Flughunde besitzt er keinen Schwanz. Klauen sitzen auf dem ersten und dem zweiten Finger. Die Art ist die einzige unter den Flughunden, bei der das Fell bis zu den Knöcheln reicht, bei anderen Arten reicht es nur bis zu den Knien.
Die Körperlänge beträgt zwischen 23 und 29 Zentimetern, durchschnittlich werden diese Flughunde 25 Zentimeter lang. Ihr Gewicht beträgt 600 bis 1000 Gramm, einige Exemplare können mehr als 1 Kilogramm erreichen. Ihr Unterarm hat eine Länge von 13,8 bis 18 Zentimetern.
Der Kopf ähnelt bei dieser Untergruppe der Fledertiere in der Form dem eines Fuchses oder Hundes, was zu dem englischen Trivialnamen Flying Fox und dem deutschsprachigen Namen Flughund geführt hat. Sie orientieren sich nicht durch Echoortung mittels Ultraschall, sondern sind beim Flug auf ihre großen Augen angewiesen. Daher fehlen auch die für andere Fledertiergruppen charakteristischen Hörorgane.

## Verbreitung
Graukopf-Flughunde sind entlang der Ostküste Australiens zwischen Bundaberg in Queensland über New South Wales bis Melbourne im Bundesstaat Victoria verbreitet. Sie bewohnen einen relativ schmalen Küstenstreifen, der im Norden von New South Wales bis zu den westlichen Hängen der Australischen Kordillere reicht, im Süden wird er etwas schmäler und umfasst nur die Zone östlich des Gebirges.
Das Verbreitungsgebiet hat sich in jüngster Zeit vor allem im Norden verkleinert, früher reichte es bis Rockhampton in Zentral-Queensland. Als Ursache wird die Klimaveränderung und das damit verbundene Vordringen des Schwarzen Flughundes in das Verbreitungsgebiet des Graukopf-Flughundes angesehen. Es wird angenommen, dass sich der Lebensraum, in dem der Graukopf-Flughund vorkommt, im Süden vergrößert hat, jedoch fehlen genaue Daten. Jedenfalls umfassten die Populationen des Flughundes in den 1930er Jahren noch mehrere Millionen Individuen, heute sind es nur noch maximal 400.000. Allein zwischen 1989 und 2001 nahm der Bestand um 30 Prozent ab.

## Lebensweise
In der Abenddämmerung verlassen sie ihre Ruheplätze – Camps genannt – und begeben sich auf Nahrungssuche. Dabei können sie in einer Nacht bis zu 50 Kilometer zurücklegen, um saisonale oder nur in bestimmten Gebieten vorkommende Futterquellen zu erreichen. Ihre Nahrung besteht aus Nektar, Pollen und Früchten verschiedener Pflanzen, beispielsweise Eukalypten, Banksien und Myrtenheiden.  Sie folgen dem Menschen in die Vorstädte, wo sie sich auch von Plantagenfrüchten, etwa Mangos, Feigen oder Trauben ernähren. Sie werden daher als Schädlinge in diesen Gebieten verfolgt. Unbeliebt sind sie nahe den Siedlungen auch wegen des starken Geruchs in der Nähe der Camps, den vor allem die Männchen verbreiten. Ihre ökologische Bedeutung besteht in der Verbreitung der Pollen und Samen der Pflanzen, die sie besuchen.
Die Weibchen gebären pro Jahr nur ein Junges, das nach einer sechsmonatigen Tragzeit im Oktober oder November zur Welt kommt. In den ersten drei Wochen wird das Jungtier bei den abendlichen Flügen mitgetragen. In den darauf folgenden zwei Monaten bleiben die Jungen auf den Schlafbäumen, da sie noch nicht flugfähig sind und werden von ihren Müttern gesäugt. Erst im Alter von rund drei Monaten verlassen sie ebenfalls die Camps, sie sind aber erst mit sechs Monaten entwöhnt und ernähren sich dann selbstständig.

## Gefährdung
Der Rückgang des Bestandes ist vor allem auf die Rodung der Küstenwälder zugunsten von Siedlungen und landwirtschaftlichen Nutzflächen zurückzuführen. Von der Abholzung sind auch viele Futterpflanzen des Graukopf-Flughundes betroffen. Besonders im Winter kommt es dadurch zu Nahrungsmangel, vor allem beim Nachwuchs. Störung der Schlafplätze durch den Menschen und die Verfolgung der Flughunde in der Nähe der Siedlungen kommen hinzu. Gefahr besteht auch durch Stromleitungen und Zäune, an denen sich die Tiere verletzen.
Zwischen 1994 und 2002 starben an 19 Tagen, an denen die Tagestemperatur auf über 42 °C stieg, rund 24.500 Graukopf-Flughunde an Überhitzung (Hyperthermie). Am 12. Januar 2002, im australischen Sommer, waren es allein 1361 Tiere. 92 verwaiste und dehydrierte Jungtiere konnten eingesammelt und versorgt werden. Die Anzahl der Tage, an denen im Süden Australiens extreme Hitze herrscht, hat sich im vergangenen Jahrzehnt erhöht. So starben allein an einem Wochenende Mitte Februar 2017 im Richmond Valley Council Tausende Graukopf-Flughunde durch Lufttemperaturen von bis zu 46 °C. Durch extreme Dehydratation fielen sie Medienberichten zufolge „einfach tot aus den Bäumen“.
Mit den höheren Durchschnittstemperaturen in Zusammenhang steht auch die Ausbreitung des Schwarzen Flughundes, der seit 1990 500 Kilometer weit in den Lebensraum des Graukopf-Flughundes eingedrungen ist. Das Gebiet des Schwarzen Flughundes im Norden Australiens ist durch den Frost begrenzt, der an manchen Wintertagen im Süden herrscht und von dieser Art schlecht ertragen wird. Die milderen Winter, verursacht durch die globale Erwärmung, haben jedoch diese Frostgrenze verschoben. Dadurch entsteht bei knapper werdenden Ressourcen eine weitere Nahrungskonkurrenz für den Graukopf-Flughund.
Die Art wurde daher im Jahr 2008 auf der Roten Liste der IUCN von „ungefährdet“ („least concern“) auf „gefährdet“ („vulnerable“) hochgestuft.
Die einzigen EAZA-Halter sind in Israel, ehemalige Halter sind Antwerpen und London.